# 太湖新银鱼
太湖新银鱼（学名：Neosalanx taihuensis）为新银鱼属的鱼类，是中国的特有物种，该物种的模式产地在太湖，具有较高的经济和食用价值，被誉为“水中黄金”。

## 分布
太湖新银鱼分布于长江中下游及太湖、洪泽湖、洞庭湖等附属湖泊。由于具有较高的经济和食用价值，它被引入了中国多个水域，1980年代中后期引入洱海，1990年代已经形成可捕捞的种群，但也因此导致洱海浮游动物减少。

## 食物
太湖新银鱼主要以桡足类为食，占其食物总量的70.11%±10.57%，其次为占29.84%±10.62%的枝角类，轮虫占0.05%±0.11%。桡足类中哲水蚤最多，占48.46%±8.58%，其次为剑水蚤和裸腹蚤，分别占18.97%±3.61%、15.63%±2.64%。